# Карамзіна Софія Миколаївна
Софія Миколаївна Карамзіна (1802, Бортне, Орловська губернія — 1856, Санк-Петербург) — фрейліна двору, власниця популярного у 1840-х роках петербурзького літературного салону.

## Біографія
Народилася 5 (17) березня 1802 року в родині російського письменника та історика Миколи Карамзіна від першого шлюбу з Єлизаветою Іванівною Протасовою, в родинному маєтку при селі Покровське Мценського повіту Орловської губернії. Народження дочки вкрай обрадувало Карамзіна, що в листі І. І. Дмітрієву писав: «Дорогий друг, я батько маленької Софії. Лізонька народила благополучно, але ще дуже слабка. <…> Я вже люблю Софію всією душею і радію нею.» Однак незабаром у матері Єлизавети розвинулася «післяпологова гарячка», як в той час називали післяпологовий сепсис, від якого вона померла.
Софія Карамзіна дружила з О. Пушкіним і М. Лермонтовим, в її альбомі залишили записи Є. Боратинський, Петро Вяземський, Олексій Хом'яков, Є. П. Ростопчина Як фрейліна двору, Софія Карамзіна мала доступ до царської родини. Цим пояснюється збережений лист, датований весною 1841 року, від бабусі М. Лермонтова Є. Арсеньєвої з проханням поклопотатися про прощення онука, який повертався після короткої відпустки на місце заслання на Кавказі.
Померла 4 (16) липня 1856 року в Петербурзі, похована біля батька на Тихвинському кладовищі Олександро-Невської лаври.